# 安藤直馨
安藤 直馨（あんどう なおか）は、江戸時代後期の紀伊国田辺藩15代藩主。官位は従五位下・帯刀。

## 略歴
丹後宮津藩主・松平資承の五男として誕生。幼名は正三郎、賢三郎。子は娘（松平宗発の養女）。
文政7年（1824年）6月27日、安藤直則の死去により、末期養子として家督を継いだ。同年12月16日、従五位下に叙任し、帯刀を称する。文政9年（1826年）に死去し、跡を直則の実子・直裕が継いだ。

## 系譜
- 父：松平資承（1749-1800）
- 母：不詳
- 養父：安藤直則（1780-1823）
- 室：不詳
  - 女子：松平宗発の養女